# Sexo a 3
Sexo a 3 foi um programa de televisão brasileiro apresentado por Robert Rey e exibido pelo canal RedeTV! de 27 de maio de 2012 a 17 de agosto de 2012.

## História
Inicialmente o programa iria estrear no dia 18 de maio de 2012 em uma sexta feira mas após divulgado a sua data com estreia após o programa Saturday Night Live comandado por Rafinha Bastos. Em 14 de maio de 2012 foi anunciado a contratação de Monique Evans para apresentar o quadro "Despedida de Casado". O programa estreou sem nenhuma cota de patrocínio vendida. Em 17 de julho de 2012 a emissora anunciou que mudaria a grade modificando de domingo para sexta-feira a exibição do programa. Em 16 de agosto de 2012 foi anunciado a saída do programa da grade da emissora, depois noticiado que o programa estaria extinto.

## Avaliação
A estreia do programa ganhou várias críticas negativas de vários colunistas de sites e por internautas.
Mauricio Stycer do portal UOL avaliou o programa como "O segundo, um show inclassificável na sua mistura de baixaria, falta de sentido e humor involuntário."
Já Fernando Oliveira do site Na TV, do portal iG analisou a atração e disse: "[...] há momentos em que ele apalpa suas assistentes de palco, batizadas de Reyzetes – marcadas por números, como gado -, pelo bumbum ou seios. [...] [e] Sim, estamos falando de baixaria, dessas que despertam riso nervoso." E criticou o comportamento da emissora como: "A atração denuncia o real estágio em que a Rede TV! se encontra."
José Armando Vannucci do blog Parabolica do site JP Online também hospedado no UOL, avaliou o programa como: "[...] apelativo, de baixo conteúdo de entretenimento e extremamente cafona. [...] [e] esbarram na falta de respeito com quem está no palco e em casa assistindo ao bizarro show."
Os internautas do microblogging Twitter chamaram a atração de bizarra e tosca.